# لالش
لالِش (به کردی: Laliş)، یا لالش نورانی (به کردی: Lalişa nûranî) نام دره و زیارتگاهی در استان دهوک و در ۶۰ کیلومتری شمال غربی شهر موصل در شمال عراق است که زیارتگاه اصلی ایزدیان می‌باشد.
شیخ عَدی (به کردی: شیخ ئادی)، بنیادگذار آیین یزیدی در سال ۱۱۶۰ میلادی در لالش از دنیا رفت و از آن جهت که آرامگاه وی در لالش واقع شده، هر یزیدی در صورت توانایی‌اش باید در زندگی دست‌کم یک‌بار به زیارت این آرامگاه برود.
یزیدیانی که در پیرامون لالش زندگی می‌کنند هر سال بهار برای انجام آیینی ویژه گرد هم می‌آیند.
یزیدیان بر این باورند که جهان در لالش زاده شده‌است.
در این عید که در تابستان از ۱۱ ژوئیه آغاز می‌شود، یزیدیان ۴۰ روز را روزه می‌گیرند. باور ایشان بر آنست که شیخ عدی در این ۴۰ روز آموزه‌هایی پنهانی را به پیروانش می‌آموزد. به گفتهٔ یزیدیان، خدا در آغاز سال نو (سر سال) که نخستین چهارشنبه ماه آوریل است با ایزدیان دیدار می‌کند و خبرهای سال آینده را به آن‌ها بازگو کرده و با پیروانش تسویه‌‌حساب‌های سالانه را انجام می‌دهد.
به باور ایزدیان، کوهی که لالش بر آن واقع شده، نخستین اقامتگاه خدا بوده‌است و خدا پس از آن به مدت سه هزار سال در یک کشتی بر روی دریاها می‌گشت.

## زیارتگاه‌ها
آرامگاه شیخ عدی در سدهٔ ۱۳ میلادی ساخته شده‌است و در سمت راست ورودی آن تندیس یک مار سیاه که بر دیوار چسبیده، دیده می‌شود. بر روی سنگ گور شیخ عدی چنین نوشته شده‌است:
«بسم‌الله الرحمن الرحیم خالق السماء و الارض، اخفض هذه المنزل محل الشیخ العدی الحکاری، شیخ یزیدیه.»
معنی: به نام خدای بخشندهٔ مهربان، آفریدگار آسمان و زمین، در این‌جا شیخ عدی حکاری، پیر یزیدیان آرمیده‌است.»
در لالش دو چشمه وجود دارد که در باور یزیدیان «مقدس» است. یکی از این چشمه‌ها که در درون ساختمان آرامگاه شیخ عدی واقع شده زمزم نام دارد که برای رسیدن به آن باید از دالانی سنگی گذشت. تنها یزیدیان حق ورود به دالان این چشمه را دارند.
به جز آرامگاه شیخ عدی، ساختمان‌های زیارتی دیگری نیز در لالش قرار دارند که زیارتخانه‌های منسوب به دیگر پیرهای مقدس یزیدیان هستند. به باور زائران این پیرها توانایی شفای بیماری دارند.
در میانهٔ ده لالش یادبودی مخروطی‌شکل قرار داده شده که نشانگر آسمان و زمین است. قبه گرد بالای این یادبود نماد خورشید است و در درون این مخروط هفت لایه دیده می‌شود.

## آیین‌ها
- گره زندگی: زیارت‌کنندگان پس از ورود به آرامگاه در پارچه‌های رنگارنگی که در درون ساختمان جای گرفته سه گره می‌زنند که نشانگر دشواری‌های زندگی‌شان است. باور این زائران اینست که هنگامی که فرد دیگری این گره‌ها را باز کرد مشکلات زندگی آن‌ها نیز حل می‌شود.
- پارچه بر سنگ: رسم دیگر زائران اینست که پارچه‌ای را در درون ساختمان آرامگاه سه بار به سوی صخره‌ای پرتاب می‌کنند و اگر پارچه بر روی صخره بماند پرتاب‌کننده این امر را خوش‌شگون می‌داند.
- درخت آغوش: در رسم دیگری، زیارت‌کننده ستون چوبی بزرگی که از تنهٔ یک درخت ساخته شده و «درخت آغوش» نام دارد را بغل می‌کند و اگر انگشتانش از سوی دیگر به هم برسند آن را خوش‌شگون می‌داند.

از دیگر آیین‌های لالش می‌توان به سماع ایواری (رقص عصرانه) و غسل تعمید در چشمه سفید و قربانی کردن گاو اشاره کرد.